# Isaac de Laffemas

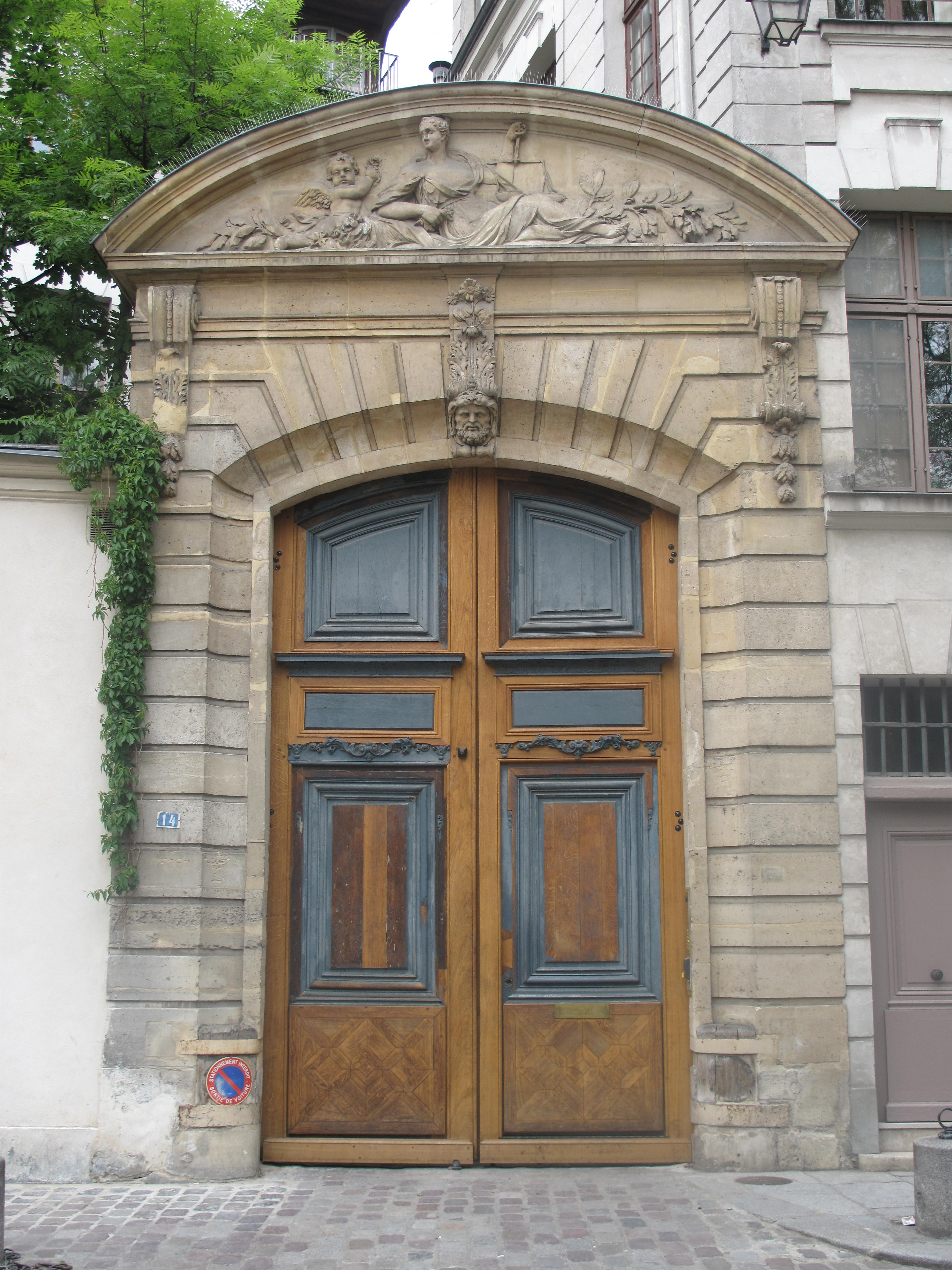
Entrée de l'hôtel de Laffemas, rue Saint-Julien-le-Pauvre, à Paris.

Isaac de Laffemas, né vers 1587 et mort le 16 mars 1657 à Paris, est un poète et auteur dramatique français, lieutenant civil de la prévôté de Paris.

## Biographie

### Comédien et auteur
Fils de Barthélemy de Laffemas et de Marguerite Lebret, Isaac de Laffemas fut tout d'abord attiré par le théâtre pendant que son père, contrôleur général du commerce, affrontait les gros problèmes de la réglementation des manufactures et du développement de la sériciculture.
Il a été poète et auteur dramatique en composant plusieurs mazarinades.
Il composa une pièce de théâtre, L'Instabilité des félicités amoureuses, ou La Tragi-Pastorale des amours infortunés de Phelemas et de Gaillargeste, publiée à Rouen en 1605.
En dehors du champ littéraire, il publia aussi une Histoire du commerce de France enrichie des plus notables faicts de l'antiquité et du trafic en pays étrangers chez Pierre Pautonnier en 1604.

### Dans l'administration royale
Son père le fait nommer avocat au Parlement de Paris, il devient conseiller du roi en 1613, procureur en la Chambre de justice en 1620. Il va alors s'attacher au cardinal de Richelieu. En 1625 il devint avocat au Conseil privé du roi, maître de requêtes au Conseil et intendant puis, en 1627, conseiller au Parlement de Bordeaux.
On lui fit un procès car on jugeait qu'ayant été comédien il était indigne pour remplir les fonctions de maître des requêtes. Il se défendit lui-même et gagna son procès, probablement grâce à l'appui de Richelieu.
En 1632, alors que des rebelles groupés sous la bannière de Gaston d'Orléans fomentaient des complots en Champagne contre Richelieu, Isaac de Laffemas fut nommé lieutenant de justice. Le cardinal se servit de lui pour expédier les procès les plus infâmes. On le traita de « vir bonus strangulandi peritus » (« maître étrangleur »).
Il est nommé intendant en Champagne et au Pays messin en 1634. Au début de 1635, il est envoyé en Guyenne pour instruire contre les séditieux dont le duc d'Épernon avait du mal à se rendre maître.
Il a été nommé intendant de la généralité d'Amiens en 1635 jusqu'en 1636.
Le 10 mars 1637, il devient lieutenant civil et criminel de la prévôté de Paris. Il perdit toutes ses fonctions à la mort de Richelieu en 1642. Il ne cesse de soutenir le pouvoir royal d'un dévouement sincère.

## Postérité
Tallemant des Réaux, qui avait eu des démêlés avec lui, reconnaissait qu'il n'avait jamais volé dans ses intendances.
Dans Marion Delorme, Victor Hugo rappelle sa très sombre réputation : « Démon, j'ai dans les yeux la sinistre flamme de ce rayon d'Enfer qui t'illuminait l'âme ».

## Descendance
Isaac de Laffemas eut six enfants de deux mariages, dont :
- du premier lit, avec Jeanne de Haultdessens :
  - Guichard de Laffemas, qui mourut conseiller au parlement de Metz, en 1701 ;
  - Laurent de Laffemas, prêtre, mort en 1655 ;
  - Jeanne de Laffemas, qui épousa Charles de Fitte, baron de Soucy ;
  - Catherine de Laffemas, mariée à Germain de Courtin, seigneur de Tanqueux, conseiller-secrétaire du roi ;
- du second lit, avec Charlotte Béquet :
  - Maximilien de Laffemas, seigneur de Saint-Vaucourt, maître d'hôtel du roi ;
  - Charlotte de Laffemas, qui a épousé en premières noces Nicolas Le Sage, seigneur de Sainte-Honorine, conseiller au parlement de Paris, et en secondes noces, Guillaume de Beauvais, seigneur de Limeuil, conseiller aux requêtes du parlement de Paris, mère de :
    - Nicole-Charlotte Le Sage de Sainte-Honorine, qui épousa, en 1656, Octavien Ondedei, comte de Vézelay, mère de :
      - Maria Bernarda Ondedei (1661-1751), qui se maria avec Orazio Albani (1652-1712), frère du pape Clément XI, mère de :
        - Carlo Albani (1687-1724), prince de Soriano ;
        - Annibale Albani, cardinal.

## Armoiries
« D'argent à l'arbre de sinople sur une terrasse de même »

## Publications
- Isaac de Laffemas, L'histoire du commerce de France, enrichie des plus notables antiquitez du trafic des païs estranges, 1606[6]